# Scars of the Crucifix
Scars of the Crucifix è il settimo album registrato in studio della band statunitense death metal Deicide. Esso segna una novità importante per la band poiché è il primo album registrato con la nuova casa discografica, la Earache Records.
La canzone che dà il titolo all'album, Scars of the Crucifix, è stata anche l'oggetto del primo video musicale dei Deicide, registrato a Nottingham. Questo è stato l'ultimo album con la formazione storica dei Deicide: nel disco successivo, The Stench of Redemption, i fratelli Hoffman saranno rimpiazzati da due nuovi chitarristi, Jack Owen e Ralph Santolla.

## Tracce
1. Scars of the Crucifix – 3:08
2. Mad at God – 3:05
3. Conquered by Sodom – 2:58
4. Fuck Your God – 3:32
5. When Heaven Burns – 4:08
6. Enchanted Nightmare – 2:12
7. From Darkness Come – 2:58
8. Go Now Your Lord is Dead – 1:55
9. The Pentecostal – 5:36

## Formazione
- Glen Benton - voce, basso
- Brian Hoffman - chitarra
- Eric Hoffman - chitarra
- Steve Asheim - batteria